# Jukon (reka)
Jukon (izvirno angleško Yukon River) je ena najdaljših rek v Severni Ameriki; dolga je okoli 3.185 km in teče po ozemlju Kanade (Britanska Kolumbija in zvezno ozemlje Jukon) ter Združenih držav Amerike (zvezna država Aljaska) na severu celine do izliva v Beringovo morje na zahodu Aljaske.
Celotno porečje zajema okoli 840.000 km² (od tega 323.800 km² v Kanadi).